# Mischʿal bin Hamad Al Thani
Scheich Mischʿal bin Hamad Al Thani (arabisch مشعل بن حمد آل ثاني Mischal ibn Hamad Al Thani, DMG Mišʿal b. Ḥamad Āl Ṯānī) ist ein katarischer Diplomat und der aktuelle Botschafter von Katar in den Vereinigten Staaten.

## Leben
Mischʿal bin Hamad Al Thani studierte 2004 in Washington D.C. und erhielt dort seinen Master in internationalen Beziehungen. 1997 begann er seine Karriere im diplomatischen Dienst für das Außenministerium von Katar. Zwischen 1998 und 2000 war er Teil der Delegation von Katar bei den Vereinten Nationen (VN). Von 2000 bis 2004 gehörte er der katarischen Vertretung in den Vereinigten Staaten an.
Ab 2004 war er Teil der diplomatischen Mission von Katar in Belgien, wo er 2007 zum Botschafter ernannt wurde, und bis 2011 blieb. Er war ab 2011 bis 2013 der katarische Botschafter bei den Vereinten Nationen. 2013 bis 2016 war er katarischer Botschafter in Frankreich. 2016 wurde er zum katarischen Botschafter in den Vereinigten Staaten. 
Er ist verheiratet und hat drei Kinder.